# Cannae

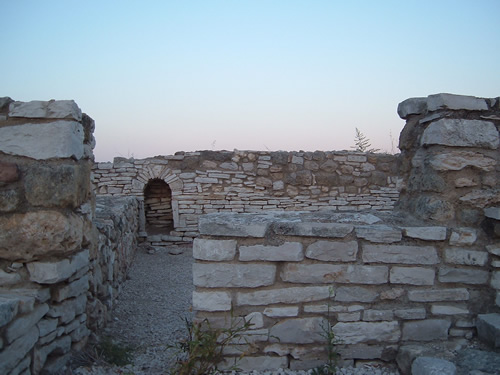
Überreste von Cannae

Cannae (altgriechisch Κάνναι Kannai, italienisch Canne della Battaglia, deutsch auch Kannä) war ein Ort in Unteritalien (Apulien), etwa 60 km nordwestlich von Bari, nahe der Mündung des Ofanto.

## Geschichte
Möglicherweise fand hier 216 v. Chr. im Zweiten Punischen Krieg die Umfassungsschlacht von Cannae zwischen den Römern und den Karthagern unter Hannibal statt. Der Ausgang dieser Schlacht gilt als die größte Niederlage der römischen Armee. Cannae war zu diesem Zeitpunkt das wichtigste Versorgungszentrum der Römer (Seehandel).
Am 1. Oktober 1018 fand eine weitere große Schlacht statt. Dabei standen sich Normannen und Byzantiner gegenüber. Diese zweite Schlacht von Cannae endete mit einer Niederlage der Normannen.
Cannae wurde 1083 von den Normannen zerstört und nicht wiederaufgebaut.

## Museum
Das Antiquarium in Canne della Battaglia zeigt Fundstücke aus den Ausgrabungen der Gegend und zwar aus prähistorischer Zeit, sowie griechische, römische und mittelalterliche Fundstücke. Das Museum hat eine reiche Sammlung von Vasen mit geometrischem Dekor aus dem 4. bis 3. Jahrhundert v. Chr., Grabbeigaben einer antiken Nekropole bei Cannae. Funde aus der Schlacht zwischen Römern und Karthagern gibt es nicht.
Koordinaten: 41° 18′ N, 16° 9′ O